# مجمع أنشوتز الطبي

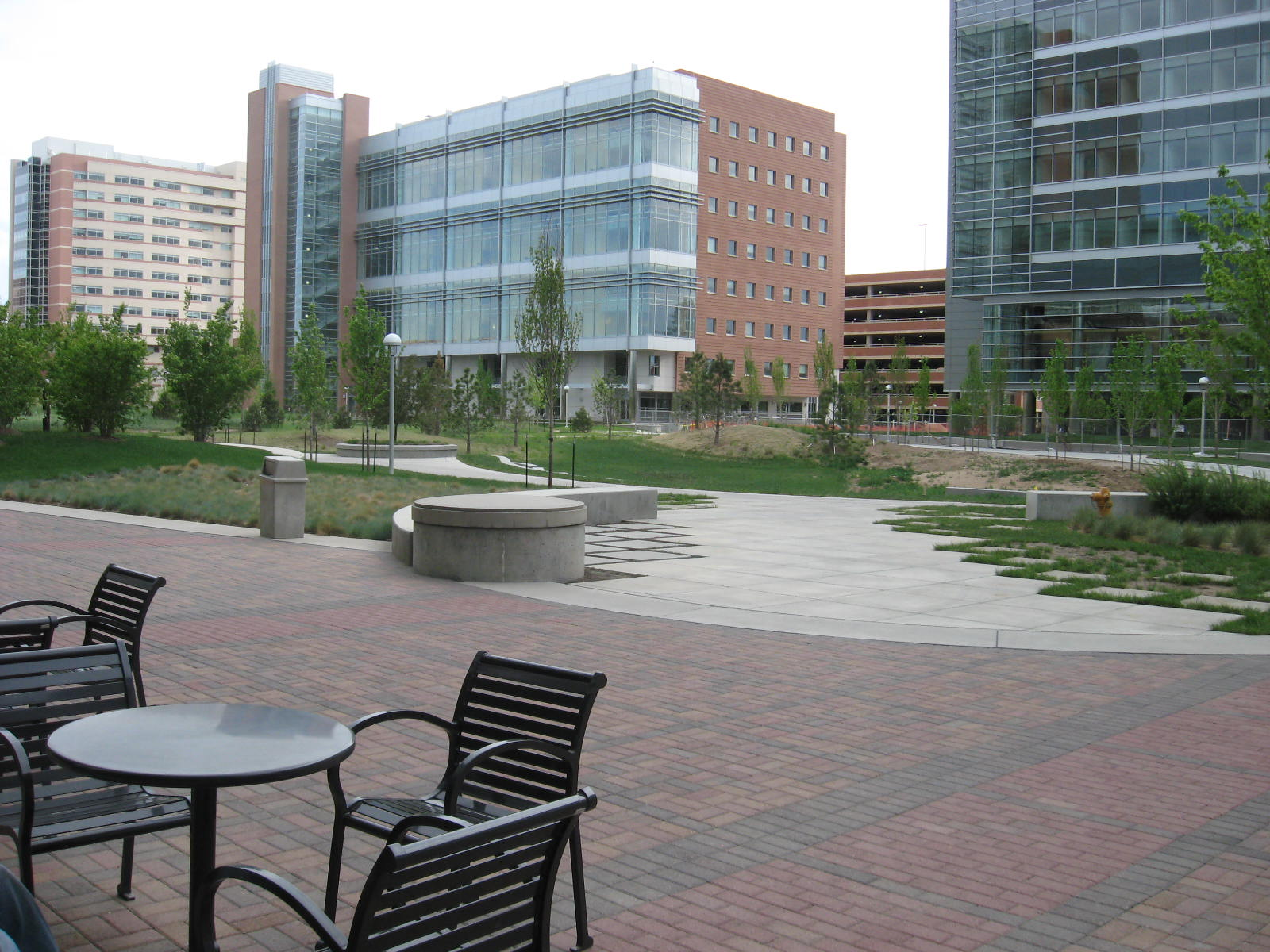
منظر للحرم الطبي في أنشوتز؛ يمكن رؤية مستشفى جامعة UCHealth في كولورادو بالقرب من الزاوية اليسرى العليا

الحرم الجامعي الطبي لجامعة كولورادو أنشوتز (بالإنجليزية: Anschutz Medical Campus)‏، هو الحرم الأكاديمي للعلوم الصحية في أورورا، كولورادو، والذي يضم ست مدارس وكليات تتعلق بالعلوم الصحية التابعة لجامعة كولورادو، بما في ذلك كلية الطب بجامعة كولورادو، وكلية الصيدلة وعلوم الأدوية "سكاغز" في جامعة كولورادو، وكلية التمريض في جامعة كولورادو، وكلية طب الأسنان في جامعة كولورادو، ومدرسة كولورادو للصحة العامة، بالإضافة إلى المدرسة العليا لمختلف المجالات في العلوم البيولوجية والطبية. يتضمن الحرم الجامعي أيضًا مجتمع الابتكار في فيتزسيمونز بمساحة 184 فدانًا (0.74 كيلومتر مربع)، ومستشفى جامعة كولورادو للصحة UCHealth، ومستشفى أطفال كولورادو، ومستشفى رعاية المحاربين القدامى الإقليمي في جبال الروكي، ووسط مركزي/تجاري سكني يعرف باسم 21 فيتزسيمونز. جامعة كولورادو أنشوتز هي أكبر مركز صحي أكاديمي في منطقة جبال روكي.
يقع الحرم الجامعي على جزء من مركز فيتزسيمونز الطبي العسكري السابق. بعد تعطيل القاعدة في عام 1999، أصبح الحرم المعروف باسم الحرم الطبي فيتزسيمونز، أو ببساطة "فيتزسيمونز"، واعتمد اسمه الحالي في عام 2006 بعد أن قدمت عائلة أنشوتز تبرعًا بقيمة 91 مليون دولار لإنشاء مراكز أنشوتز للطب المتقدم، والتي تتضمن مباني أنشوتز للعيادات الخارجية ومبنى أنشوتز للسرطان، ومبنى أنشوتز للإقامة الداخلية.

## تاريخه

### مركز العلوم الصحية بجامعة كولورادو

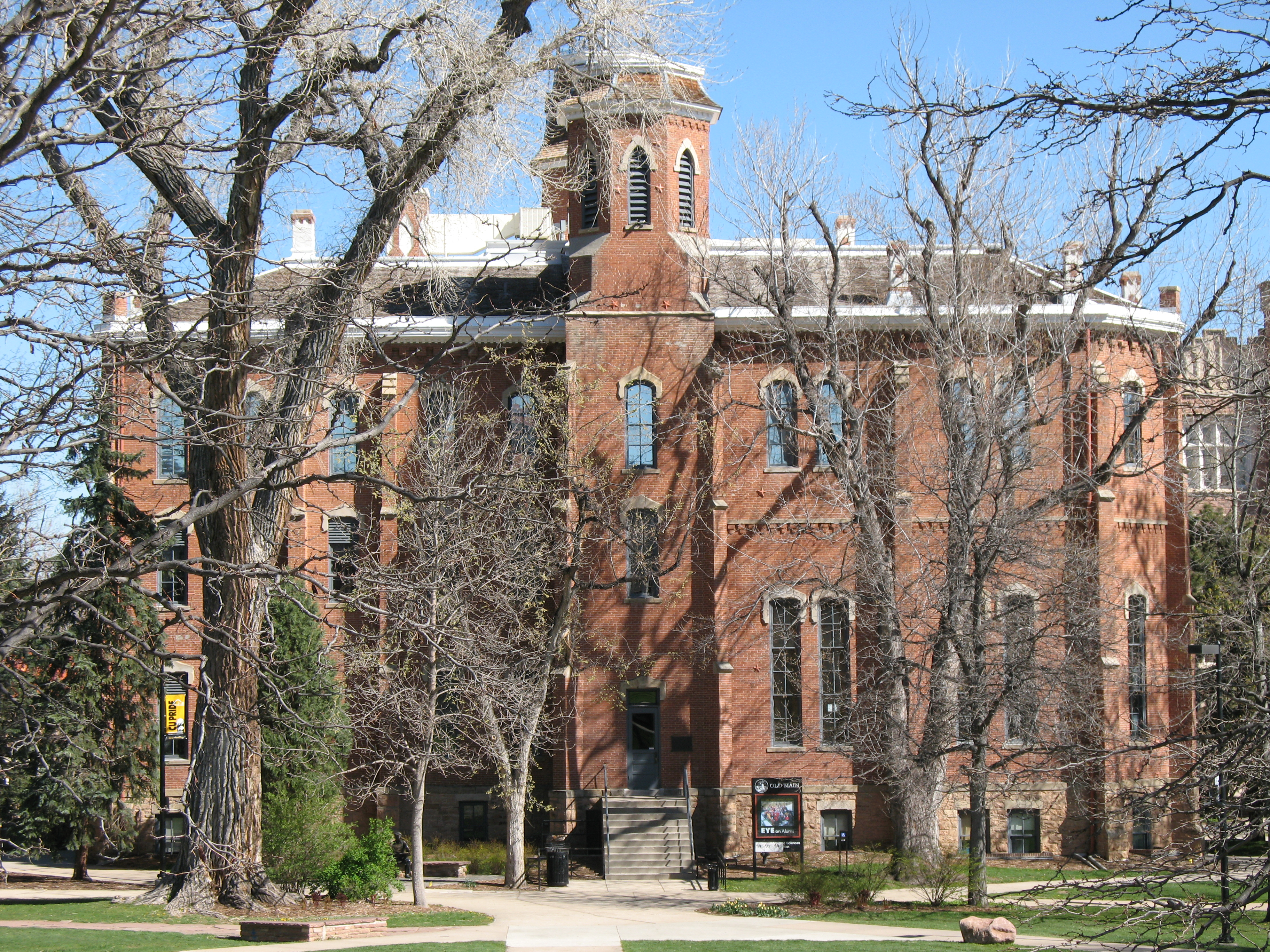
أولد ماين في بولدر، حيث بدأت كلية الطب لأول مرة

أسست جامعة كولورادو قسم الطب والجراحة في سبتمبر 1883 في المبنى الرئيسي القديم على حرم جامعة بولدر . منح هذا القسم درجاته الأولى في عام 1885.
بحلول عام 1892، كانت السنتان الأخيرتان من الدورات الدراسية تدرسان في دنفر لأن السكان الأكثر كثافة هناك يوفرون المزيد من الخبرة العملية. أثار ذلك صراعًا حول النفوذ مع المدرسة الطبية الخاصة في جامعة دنفر، وأدى الصراع القانوني الناتج إلى الوصول إلى المحكمة العليا في كولورادو. في عام 1897، أوجدت المحكمة العليا أن ميثاق جامعة كولورادو يقيد تدريسها في بولدر.
ثم في عام 1910، نجحت جامعة كولورادو في إقناع الجمعية التشريعية بتعديل دستور الولاية، مما يتيح للجامعة نقل كليتها الطبية إلى دنفر. في عام 1911، اندمجت كلية الطب مع الكلية الطبية الخاصة في دنفر وكلية جروس لتشكيل كلية أكبر ببرنامج أكثر شمولًا، مما فتح الطريق لنقل كلية الطب بشكل دائم إلى دنفر.

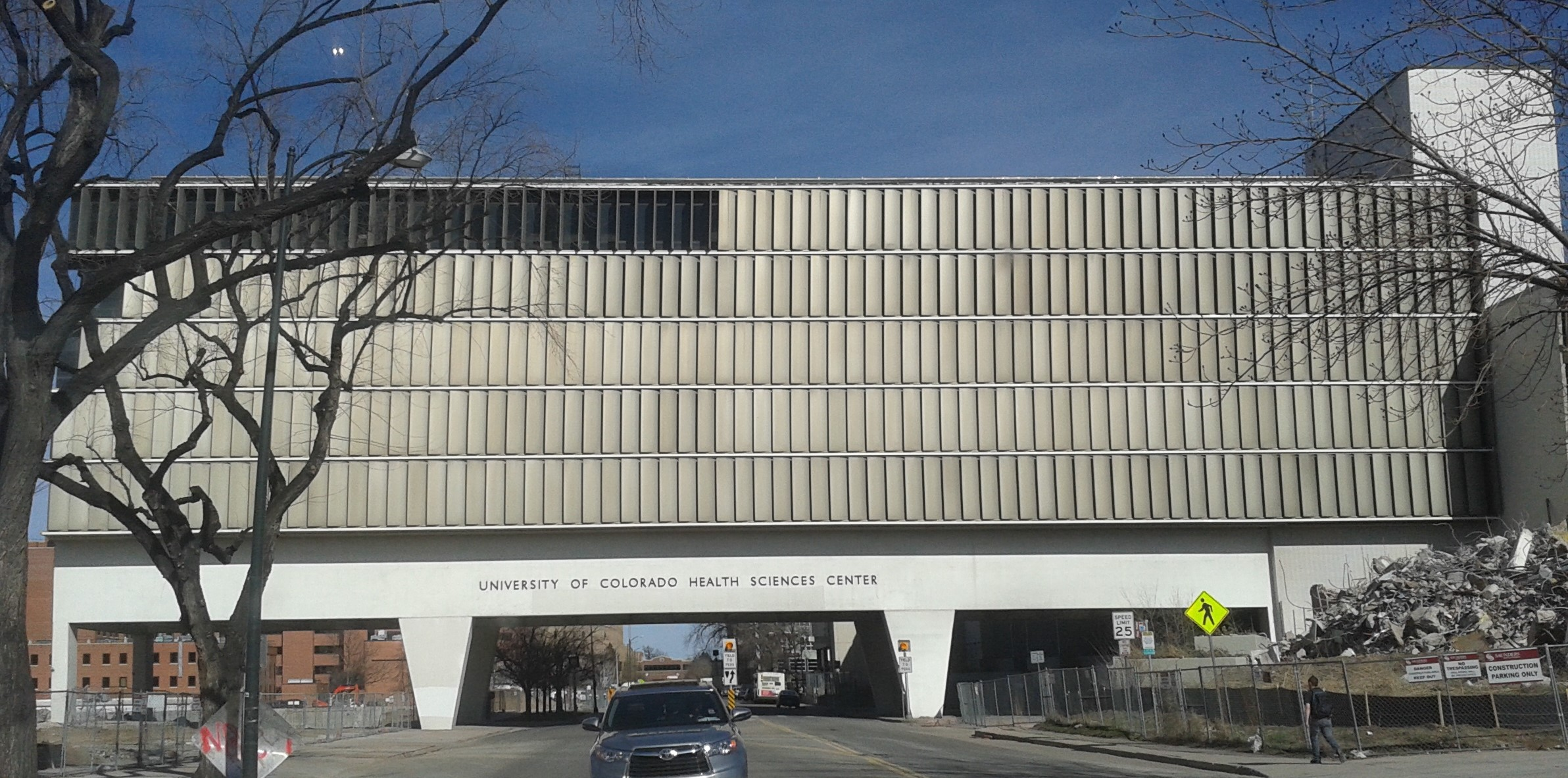
مركز العلوم الصحية المهجور بجامعة كولورادو فوق شارع E. 9th Ave. في أبريل 2016

في عام 1925، انتقلت كلية الطب في جامعة كولورادو إلى حرم على شارع 9 وشارع كولورادو في دنفر. أصبح هذا في نهاية المطاف مركز جامعة كولورادو الحديث للعلوم الصحية (الحرم الطبي أنشوتز في المدى البعيد).
في عام 1947، تولى مستشفى جامعة كولورادو مسؤولية الرعاية للمرضى الذين أحيلوا من مستشفى دنفر العام. قامت الدولة بتكاليف رعايتهم، وحصل الطلاب في كليات الطب والتمريض على التعليم.
في عام 1995، أدرج مركز فيتزسيمونز الطبي العسكري في قائمة إعادة ترتيب القواعد العسكرية وإغلاقها من قبل الكونغرس. قدّم مسؤولون من مركز العلوم الصحية، ومستشفى جامعة كولورادو، ومدينة أورورا اقتراحًا إلى وزارة الدفاع لاستخدام جزء من المركز الطبي العسكري المتخلف كمركز صحي أكاديمي لجامعة كولورادو.
في عام 2004، انتقلت أول مختبرات لكلية الطب من دنفر إلى أبراج البحث على أرض فيتزسيمونز. ثم في عام 2006، تمت إعادة تسمية حرم فيتزسيمونز إلى "الحرم الطبي أنشوتز" تقديرًا لتبرعات فيليب أنشوتز وزوجته نانسي أنشوتز بمبالغ كبيرة.
بحلول نهاية عام 2008، نقلت جميع العمليات الأكاديمية والبحثية للمدارس والكليات الطبية التابعة لجامعة كولورادو في دنفر من حرمها القديم إلى الحرم الطبي الجديد أنشوتز، حيث انضموا إلى مستشفى جامعة كولورادو ومستشفى الأطفال (كولورادو).

### الاندماج مع جامعة كولورادو دنفر

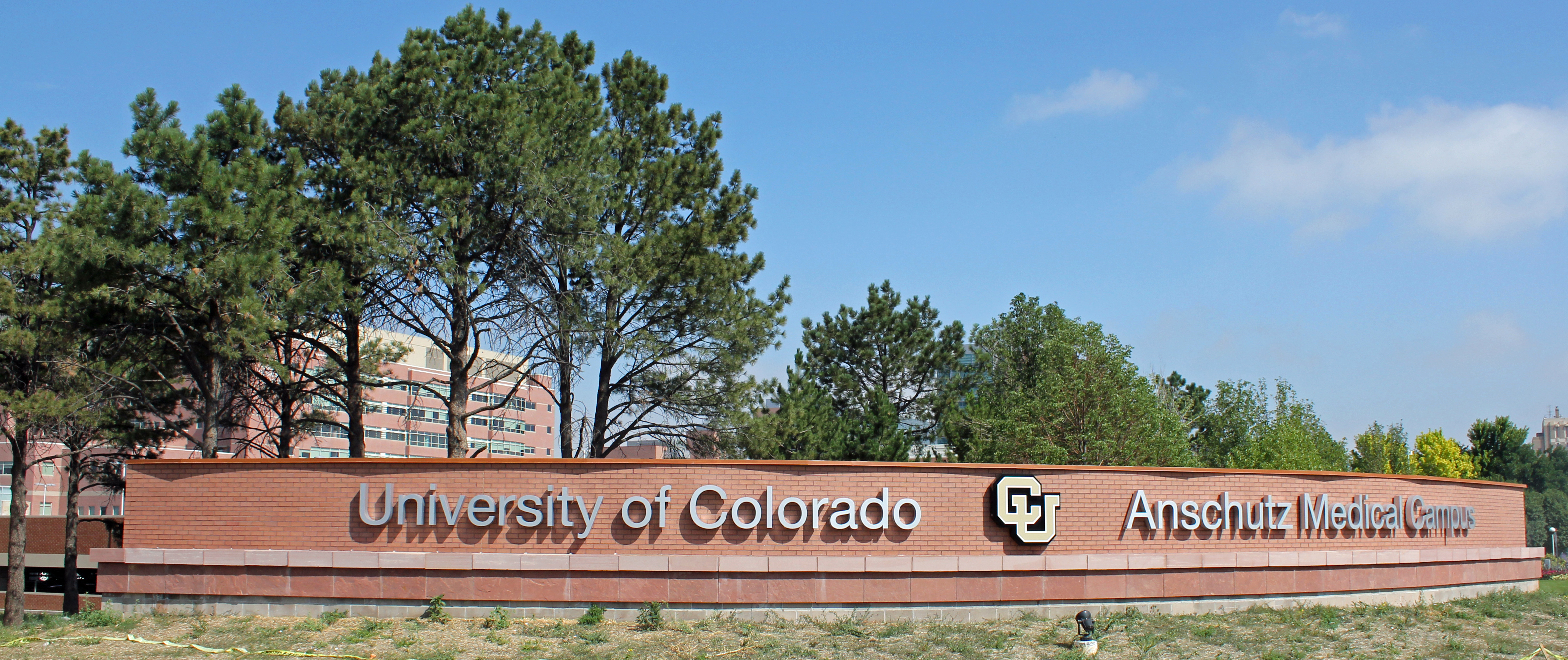
اللافتة الموجودة عند المدخل الرئيسي للحرم الجامعي في شارع إيست كولفاكس

في صيف عام 2004، دمجت جامعة كولورادو دنفر ومركز العلوم الصحية التابع لجامعة كولورادو لإنشاء جامعة كولورادو دنفر ومركز العلوم الصحية ("UCDHSC"). ونتيجة لذلك، أصبحت جامعة كولورادو تضم ثلاث مؤسسات، بدلاً من أربع. في 29 أكتوبر 2007، صوت مجلس الأمناء لإعادة تسمية UCDHSC باسم "جامعة كولورادو دنفر". كان التسمية تغطي كل من الحرم الطبي أنشوتز وحرم دنفر. وقد كان ذلك مصدر إحباط لمدينة أورورا، حيث شعر ممثلوها بأن مكان إحدى حرمي الجامعة لا ينعكس في اسم الجامعة. وافق المسؤولون على إضافة "في أورورا" إلى "جامعة كولورادو دنفر الحرم الطبي أنشوتز"، مشيرين إلى نصف الجامعة فقط، ولكن هذا كان أيضًا حلاً غير مرضٍ، واقترح أحد أعضاء مجلس الشيوخ وضع عنوان "جامعة كولورادو دنفر/أورورا".
في يناير 2010، قامت جامعة كولورادو بإزالة كلمة "دنفر" من الحرم الطبي أنشوتز، مشيرة إليه باسم "جامعة كولورادو الحرم الطبي أنشوتز". في عام 2014، عينت جامعة كولورادو مستشارين منفصلين لكل من جامعة كولورادو دنفر وجامعة كولورادو الحرم الطبي أنشوتز، مما قسم الحرمين بفعالية. ومع ذلك، تظل الحرمان موحدة إداريًا وتقدم بعض البرامج المزدوجة تحت عنوان "جامعة كولورادو دنفر | الحرم الطبي أنشوتز" أو UC Denver/Anschutz بشكل مختصر.

### مجمع أنشوتز الطبي
افتتح مستشفى جامعة UCHealth في كولورادو، وهو مستشفى تعليمي تابع لجامعة كولورادو، مستشفى جديد بقيمة 644 مليون دولار، 820,000-قدم-مربع (76,000 م2) منشأة في مجمع أنشوتز الطبي في عام 2007. مستشفى الأطفال في كولورادو ، بمساحة 1,400,000 قدم مربع (130,000 م2) افتتح عام 2007 جنوب الحرم الجامعي. بدأ إنشاء مستشفى وزارة شؤون المحاربين القدامى في الولايات المتحدة في أغسطس 2009، لكن الموعد المتوقع لافتتاحه في عام 2013 لم يتم.  في عام 2014، تجاوزت ميزانية المستشفى نصف المكتمل مئات الملايين من الدولارات، وتبين أن إدارة المحاربين القدامى (VA) انتهكت عقدها مع شركة البناء. أعلن المجلس المدني الأمريكي لاستئناف العقود أن المشروع قد نما خارج نطاق الميزانية التي وافق عليها الكونجرس بسبب التوقعات غير الواقعية لوزارة شؤون المحاربين القدامى.  في يوليو 2018، بعد هذه التأخيرات، افتتح مركز روكي ماونتن الإقليمي الطبي. 

## الأكاديميين

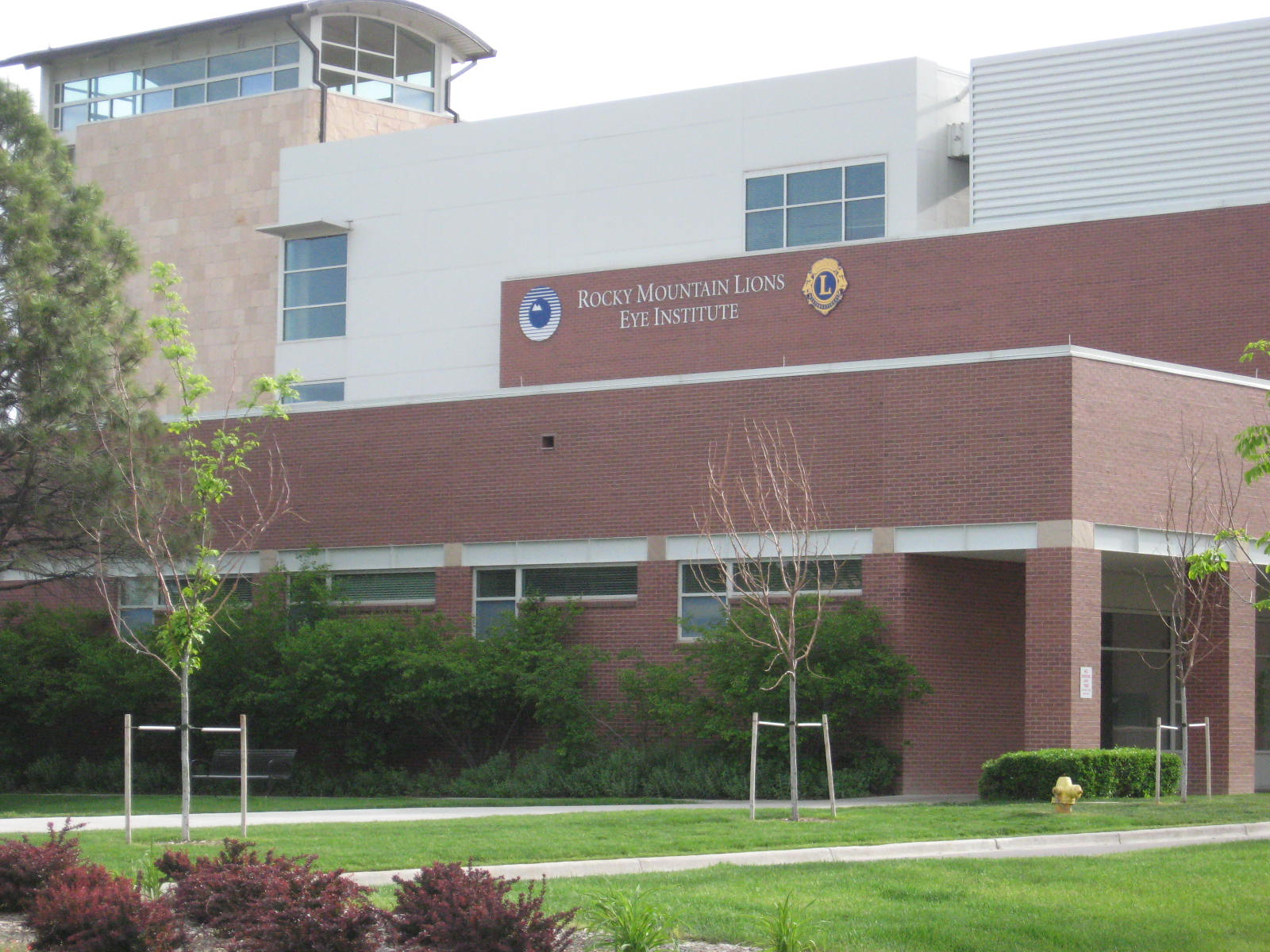
يضم معهد روكي ماونتن ليونز للعيون الموجود في حرم أنشوتز الطبي قسم طب العيون

في الحرم الطبي أنشوتز، تضم جامعة كولورادو كلية طب الأسنان في جامعة كولورادو، وكلية الطب، وكلية التمريض في جامعة كولورادو، وكلية الصيدلة، وكلية الصحة العامة في كولورادو، والمدرسة العليا. تقدم جامعة كولورادو أنشوتز 42 برنامجًا دراسيًا عبر ست مدارس وكلية لها، وتتميز برامجها في التصنيفات الوطنية المختلفة.

### مدرسة الصيدلة
كلية الصيدلة في جامعة كولورادو (SOP) بدأت في عام 1911 كقسم في كلية الطب في بولدر. أصبحت كلية مستقلة في عام 1913 ومدرسة في عام 1957. حصلت على الاعتماد في الفترة من 1938 إلى 1939 ومنحت درجة البكالوريوس في الصيدلة في الفترة من 1995 إلى 1996 عندما حصلت على الاعتماد الكامل الذي يمنح درجة الدكتوراه في الصيدلة (PharmD) من قبل ACPE. في عام 1986، جرى نقل إدارة كلية الصيدلة إلى مركز العلوم الصحية التابع لجامعة كولورادو في دنفر. جرى  الانتقال الفعلي من بولدر وتوحيد نهائي لأعضاء هيئة التدريس والموظفين والطلاب بين أغسطس ونوفمبر 1992. في عام 2008، انتقلت المدرسة إلى الحرم الطبي أنشوتز، وتشارك في التدريس والبحث والخدمة العامة/المهنية في مجال ممارسة الصيدلة، والعلوم الصيدلانية، والتأثيرات السمومية الجزيئية، وأبحاث نتائج الصيدلة. 30% من طلابها من خارج الولاية. في عام 2008، منحت NIH مبلغ 7,271,657 دولار و 19,056,438 دولار في المنح إلى SOP وقسم الصيدلة، على التوالي. في ربيع عام 2010، انتقلت المدرسة إلى مبناها الجديد، كلية الصيدلة وعلوم الأدوية "سكاجز"، أيضًا على الحرم الطبي أنشوتز.

### بحث
في عام 2007، تمنح باحثو الحرم الطبي أنشوتز في جامعة كولورادو أكثر من 373 مليون دولار في منح وعقود البحث والتدريب. في عام 2012، حصل باحثو الحرم الطبي أنشوتز على أكثر من 179 مليون دولار من المعاهد الوطنية للصحة (NIH). حتى عام 2018، بلغت إجمالي منح البحث 553 مليون دولار. وتعتبر الجامعة، وفقًا لتصنيف كارنيجي للمؤسسات التعليمية العليا، أن لديها "نشاط بحثي عالي جدًا" مع تصنيف أساسي للجامعات البحثية (RU/VH) (نشاط بحثي عالي جدًا). وتشمل المختبرات الأساسية في المجمع البحثي، في الحرم الطبي أنشوتز، تقنيات التحليل الكتلي، وبلورات الأشعة السينية، والميكروسكوب الإلكتروني، وجهاز الرنين المغناطيسي النووي (NMR) بقوة 900 ميجاهرتز، وتدفق السيتومتري، وتقنية تحليل الأحماض النووية (DNA array)، وكيمياء البروتين الببتيدي.

### التصنيفات
البرامج الأكاديمية في الحرم تظهر في العديد من التصنيفات في "أمريكا's Best Graduate Schools" لعام 2019، وفقًا لتقرير "يو.إس. نيوز آند وورلد ريبورت". تحتل كلية طب جامعة كولورادو المركز السادس بين كليات الطب الأمريكية في مجال طب الأطفال، والمركز السابع في طب الأسرة، والمركز الثاني عشر في الرعاية الأولية، والمركز الثلاثين في تصنيف كليات الطب للبحث. برنامج مساعدي الأطباء يحتل المركز السابع، وبرنامج التمريض عبر الإنترنت يحتل المركز الرابع، وكلية الصحة العامة في كولورادو تحتل المركز الثالث والعشرون. برامج التمريض الأخرى، للماجستير ودكتوراه ممارسة التمريض، تحتل المركز التاسع والأربعين، والمركز الواحد والأربعين على التوالي.

## حرم الجامعة

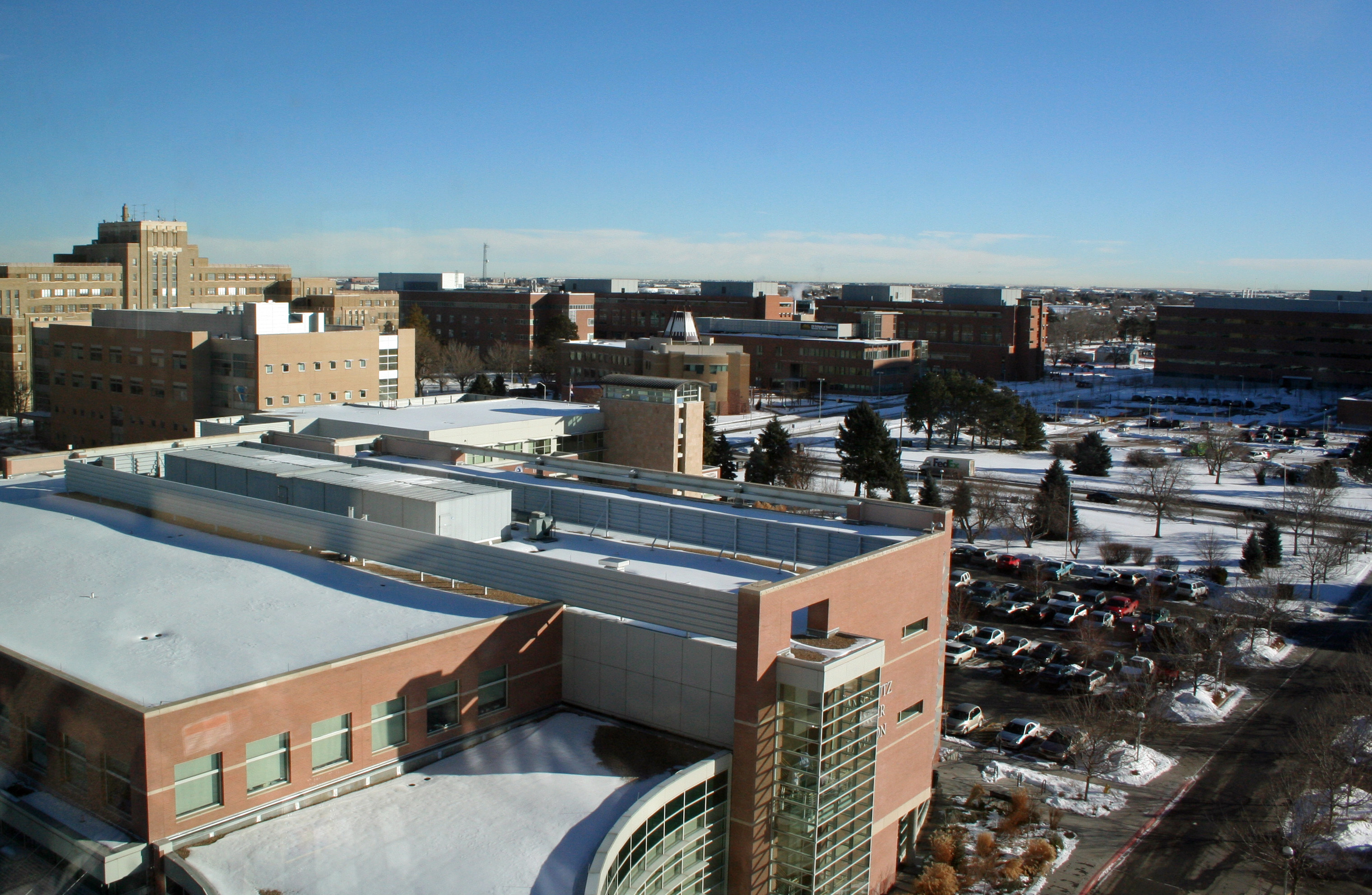
منظر لمجمع أنشوتز الطبي من الطابق السابع في جناح أنشوتز للمرضى الخارجيين، باتجاه الشمال الشرقي

يستضيف الحرم الطبي أنشوتز وظائف الإدارة والتدريس، بالإضافة إلى البرامج السريرية والبحثية، مع حوالي 25,000 من هيئة التدريس والموظفين والدعم الفني. تشمل المباني الرئيسية على الحرم مبنى فيتسيمونز (الذي كان يُعرف سابقًا بالمبنى 500)، وبرجين في المجمع البحثي، ومبنيين تعليميين، وبافيليون فولجينيتي للأخلاقيات والعلوم الإنسانية، ومركز باربرا ديفيس للسكري، ومبنى نايتهورس كامبل للصحة الأصلية، ومكتبة ستراوس لعلوم الصحة، ومركز الصحة والعافية أنشوتز، وأيضاً المباني الفردية لكلية الصيدلة وعلوم الأدوية "سكاجز"، وكلية طب الأسنان. ويقع مستشفى الأطفال ومستشفى جامعة كولورادو إلى الجنوب من الحرم. أما الجزء الشمالي من الحرم، فيضم مبنيين لعلوم الحياة البيولوجية، بما في ذلك مرفق جيتس لتصنيع المنتجات الحيوية.

### التسجيل
هناك 4,326 طالبًا مسجلاً في حرم جامعة كولورادو أنشوتز الطبي في خريف عام 2018. من بين هؤلاء، هناك 528 طالبًا في مرحلة الدراسات الجامعية الأولى (15% ذكور، 85% إناث)، و 3,798 طالبًا في مراحل دراسية عليا أو في الدورات المهنية الأولى (33% ذكور، 66% إناث). ويشكل طلاب الألوان 27% من الطلاب في حرم جامعة كولورادو أنشوتز. وتشمل الأعداد تقريبًا 729 طالبًا في كلية الطب، و455 طالبًا في كلية طب الأسنان، و1,092 طالبًا في الدراسات العليا، و499 طالبًا في كلية التمريض، و697 طالبًا في كلية الصيدلة، و498 طالبًا في كلية الصحة العامة.

### مكتبة شتراوس للعلوم الصحية
المكتبة في حرم جامعة كولورادو الطبي أنشوتز هي أكبر مكتبة لعلوم الصحة في كولورادو، مع أكثر من 32,000 مجلة إلكترونية. افتُتحت المكتبة في نهاية عام 2007، وتحتوي على غرفتي معلومات، و30 غرفة دراسة جماعية، واتصال لاسلكي بالإنترنت في جميع أنحاء المكتبة. تتضمن المرفق مساحات تخزين للمجموعة مع غرفة قراءة، بالإضافة إلى مساحات دراسة داخلية وخارجية للدراسة الفردية والجماعية، ومكاتب إدارية، وخدمات المرجعية، وفصول دراسية، ومركز للمؤتمرات، ومركز للتعلم، ودعم لقواعد البيانات، ودعم التعليم وتكنولوجيا المعلومات الصحية، ومجموعة نادرة من المواد. في خريف عام 2018، غُيّر اسم المكتبة إلى "مكتبة ستراوس لعلوم الصحة"، لتكريم هنري إل. ستراوس، الخريج في صيدلة عام 1951 والمتبرع السخي.

### الهندسة المعمارية والتخطيط

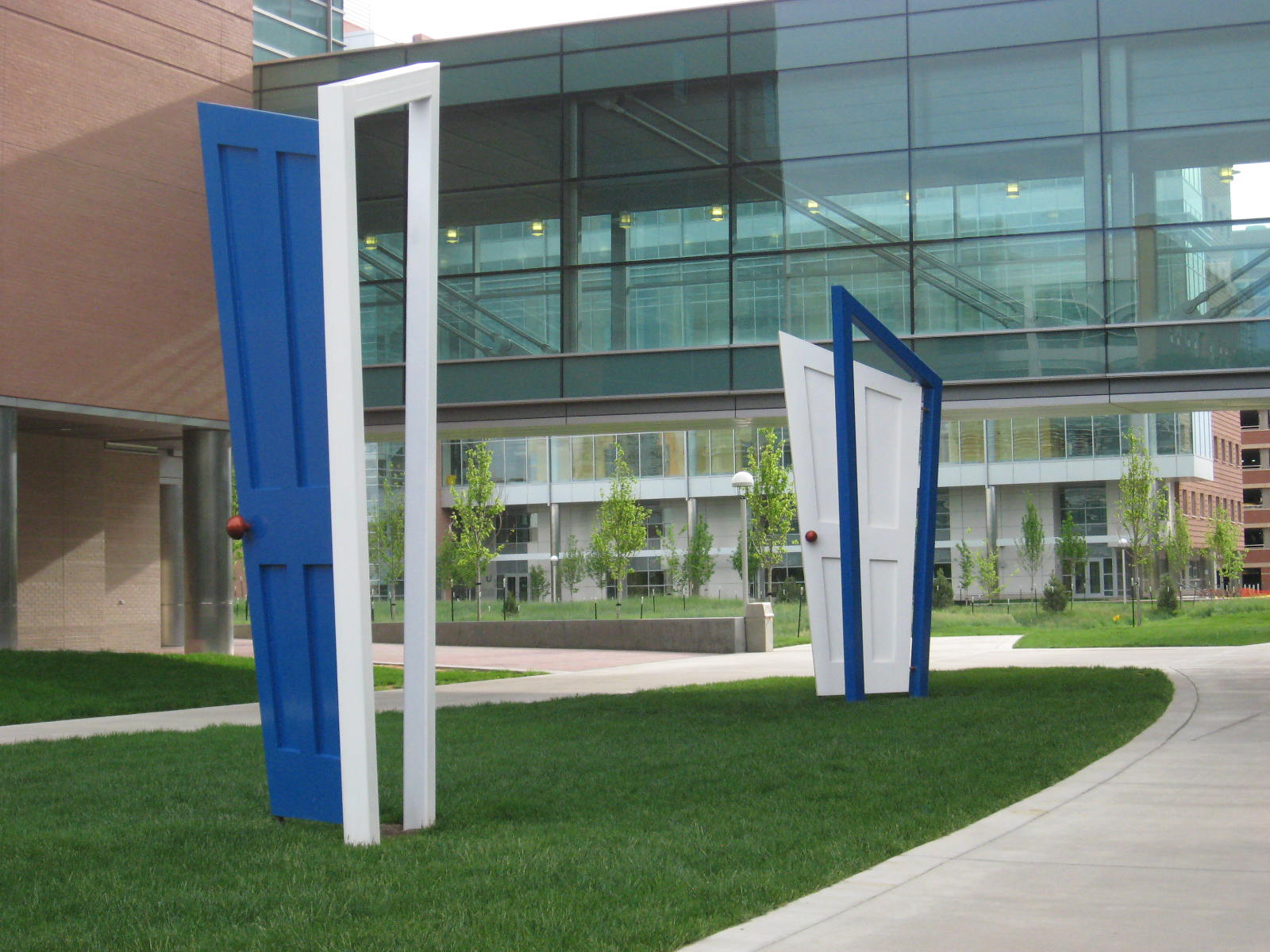
عمل فني في مجمع أنشوتز الطبي في عام 2008

حرم جامعة أنشوتز الطبي هو حرم بمساحة 256 فدانًا (1.0 كم مربع) للجامعة ومستشفى جامعة كولورادو الصحي (UCHealth University of Colorado Hospital) ومستشفى أطفال كولورادو. جميع المرافق على الحرم، باستثناء المستشفى السابق فيتزسيمونز (المشار إليه باسم "500 ماين" أو "المبنى 500" وأُعيد تسميته رسميًا إلى مبنى فيتزسيمونز في عام 2018)، هي إنشاءات جديدة. تدير تصميمها المعماري سلسلة من المناطق المربعة المتميزة على الحرم: المنطقة المربعة للبحث، التي تتألف من ثلاثة أبراج للمجمع البحثي، تتميز بتصميم زجاجي ومعدني حديث، صمّم المجمع البحثي I و II بواسطة مهندسين معماريين من Fentress Architects بالتعاون مع Kling Stubbins؛ المنطقة المربعة للتعليم تتميز بجماليات الطوب؛ والمنطقة المربعة الأساسية تقع على المحور المركزي للحرم، وتتميز بوجود المبنى 500. تقع المكتبة الطبية بمساحة 116,000 قدم مربع (10,800 متر مربع) على طول المنطقة المربعة المركزية للحرم، وصمّمت كمشروع مشترك بين مكتب مهندسين الشراكة ديفيس في دنفر ومكتب سنتربروك المهندسين المعماريين والمخططين.
الحرم الطبي أنشوتز ومنطقة فيتزسيمونز لعلوم الحياة، التي تبلغ مساحتها الإجمالية 578 فدانًا (2.3 كم مربع)، تخضع لتجديد بتكلفة 4.3 مليار دولار وتحول إلى أكبر مشروع إعادة تطوير طبي في الولايات المتحدة. وتتمثل منطقة الابتكار فيتزسيمونز بمساحة 184 فدانًا (0.7 كم مربع) في أورورا في تطوير شمال وشمال الأماكن الخاصة بعلوم الصحة على الحرم، مما يوفر فرصًا للتعاون مع شركات التكنولوجيا الحيوية ومواردها. وتُخصص الفدادين المتبقية من المرفق العسكري السابق للتطوير التجاري والضيافة والتجزئة والسكنية.
يتكون حرم أنشوتز الطبي من ثلاث مناطق: منطقة تعليمية تحتوي على منشآت للتدريب في مجالات الطب والصحة، ومنطقة بحث تضم البرامج الدراسية العليا، ومنطقة رعاية سريرية تحتوي على مستشفى جامعة كولورادو الصحي (UCHealth University of Colorado Hospital) ومستشفى أطفال كولورادو (Children's Hospital Colorado)، وهما شريكان رئيسيان لمستشفى البالغين والأطفال التابع لكلية الطب في جامعة كولورادو، ويقعان على مقربة.

### داخل الحرم الجامعي والمباني المجاورة
مستشفى جامعة كولورادو الصحي (UCHealth University of Colorado Hospital)، هو مستشفى شريك للبالغين والأطفال لكلية الطب في جامعة كولورادو، وهو الوحيد في منطقة جبال الروكي الذي يعتبر مستشفى أكاديمي. وتشمل مباني المستشفى على الحرم "بفيليون أنشوتز للمرضى الداخليين"، وهو المستشفى الرئيسي الذي يضم أكثر من 400 سرير؛ "بفيليون أنشوتز للمرضى الخارجيين"، الذي يحتوي على العديد من عيادات المستشفى؛ "بفيليون أنشوتز للسرطان"، الذي يضم الخدمات السريرية لمركز كولورادو للسرطان التابع لجامعة كولورادو؛ "مركز سو أنشوتز-رودجرز لطب العيون"؛ ومركز "للإدمان والتعافي والتأهيل (CeDAR)". ويكون مقدمو الخدمة في مستشفى جامعة كولورادو الصحي (UCHealth University of Colorado Hospital) أيضًا أعضاء هيئة التدريس في كلية الطب في جامعة كولورادو.
مستشفى أطفال كولورادو (Children's Hospital Colorado) مرتبط بكلية الطب في جامعة كولورادو ويقدم برامج تدريب طبي للأطفال. إنه الشريك الرئيسي للطب الأطفال في كلية الطب في جامعة كولورادو. يعالج المستشفى الرضّع والأطفال والمراهقين والشبان الذين تتراوح أعمارهم بين 0 و 21 عامًا في جميع أنحاء المنطقة.
مبنى نايتهورس كامبل للصحة الأصلية يضم مراكز صحة السكان الأمريكيين الأصليين والألاسكيين. يحتوي المبنى الذي يتألف من ثلاثة طوابق على خدمات العيادات الخارجية والاستشارات الطبية عن بُعد، ويضم برامج للطب النفس العام ومكتب برنامج الرعاية عن بُعد والتعليم عن بُعد ومركز الموارد.
مبنى معهد كولورادو ليونز للعيون. هو المبنى الأصلي للجامعة منذ عام 2001 مع التطوير في عام 2014. 
بدأت بناء مبنى أنشوتز للعلوم الصحية في يناير 2019 وافتتح رسميًا في 27 ديسمبر 2021. سيضم المبنى العديد من البرامج على الحرم الجامعي، بما في ذلك الإحصاء الحيوي وتكنولوجيا المعلومات، والطب الشخصي والدقيق، والصحة النفسية والسلوكية، وأبحاث سياسات الصحة، مع التركيز على العمل متعدد التخصصات.

## مركز جامعة كولورادو للسرطان
مركز السرطان بجامعة كولورادو ، أو مركز السرطان CU ، هو مركز سرطان مخصص من قبل NCI في جناح السرطان في الحرم الجامعي الطبي بجامعة كولورادو أنشوتز .

### تاريخ
افتُتح مركز سرطان جامعة كولورادو في عام 1985 وحصل على تصنيف من معهد السرطان الوطني في عام 1988. إنه المركز الوحيد المعترف به من معهد السرطان الوطني في ولاية كولورادو، وجميع العلماء الممولين من معهد السرطان الوطني في ولاية كولورادو هم أعضاء في مركز سرطان جامعة كولورادو. في عام 2005، جرى التعرف على مركز سرطان جامعة كولورادو من قبل معهد السرطان الوطني ككونسورتيوم، يضم جامعة كولورادو دنفر، جامعة كولورادو بولدر، جامعة ولاية كولورادو، مستشفى أطفال كولورادو، ومركز الرعاية الصحية للمحاربين القدامى في دنفر. كما أنه عضو في الشبكة الوطنية الشاملة للسرطان.
المدير الحالي لمركز السرطان في CU هو الدكتور ريتشارد شوليك، الذي تولى هذا المنصب في يونيو 2018. 

### بحث
ينظم البحث في سبعة (7) برامج:
- الوقاية من السرطان ومكافحته
- بيولوجيا الخلايا السرطانية
- العلاجات التنموية
- الأورام الخبيثة المرتبطة بالهرمونات
- علم الأورام الجزيئي
- سرطان الرئة/الرأس والرقبة
- طب الأطفال وحديثي الولادة

## روابط خارجية
- الموقع الرسمي